# Humboldtuniversiteit van Berlijn
De Humboldtuniversiteit van Berlijn (Duits: Humboldt-Universität zu Berlin) is de oudste universiteit van Berlijn.
De universiteit is in 1810 opgericht onder het bewind van de Pruisische koning Frederik Willem III. In 1828 werd de universiteit Friedrich-Wilhelms-Universität genoemd, naar de koning. Zij droeg deze naam meer dan honderd jaar.
Haar huidige naam, Humboldtuniversiteit, draagt de universiteit sinds februari 1949. Deze naam verwijst niet alleen naar de grote drijvende kracht achter de oprichting van de universiteit, de Pruisische staatsman en taalwetenschapper Wilhelm von Humboldt, maar ook naar zijn broer Alexander von Humboldt, de grondlegger van de fysische geografie. De twee marmeren beelden bij de ingang van Paul Otto uit 1883, stellen de broers voor. Verder was ook de theoloog Friedrich Schleiermacher 'Mitbegründer' van de Friedrich-Wilhelms-Universität.
De zetel van de universiteit is al sinds de oprichting gevestigd in het voormalige paleis van prins Hendrik van Pruisen, een jongere broer van koning Frederik II de Grote, aan de beroemde boulevard Unter den Linden. De universiteit lag daardoor na de Tweede Wereldoorlog tot die Wende in Oost-Berlijn; in West-Berlijn werd in 1948 de Vrije Universiteit Berlijn opgericht.
Aan de Humboldtuniversiteit studeerden of doceerden 29 Nobelprijswinnaars. In het collegejaar 2014/2015 waren aan de universiteit ruim 33.000 studenten ingeschreven.

## Alumni en medewerkers
- Rudolf Virchow, medicus en medewerker
- Robert Koch, medicus en medewerker
- Erwin Gohrbandt, medicus en hoogleraar
- Max Planck, natuurkundige en medewerker
- Albert Einstein, natuurkundige en medewerker
- Heinrich Heine, schrijver en student
- Karl Marx, filosoof, legde basis van marxisme, en student
- Friedrich Engels, opvolger van Karl Marx en student

Albanië: Universiteit van Tirana, Technische Hogeschool van Tirana · 
België: Vrije Universiteit Brussel, Université libre de Bruxelles · 
Bulgarije: Sofia Universiteit St. Kliment Ohridski · 
Cyprus: Universiteit van Cyprus · 
Duitsland: Vrije Universiteit Berlijn, Humboldtuniversiteit · 
Denemarken: Universiteit van Kopenhagen · 
Estland: Technische Universiteit Tallinn, Universiteit van Tallinn · 
Finland: Universiteit van Helsinki · 
Frankrijk: Sorbonne Université, Université Sorbonne-Nouvelle, Universiteit Paris-Dauphine ·
Griekenland: Universiteit van Athene · 
Hongarije: Loránd Eötvös-universiteit · 
Ierland: Nationale Universiteit van Ierland, Dublin · 
Italië: Universiteit Sapienza Rome, Universiteit van Rome Tor Vergata, Roma Tre-universiteit · 
Kroatië: Universiteit van Zagreb · 
Letland: Universiteit van Letland · 
Litouwen: Universiteit van Vilnius · 
Nederland: Universiteit van Amsterdam · 
Noord-Macedonië: Universiteit van Skopje · 
Noorwegen: Universiteit van Oslo · 
Oostenrijk: Universiteit van Wenen · 
Polen: Universiteit van Warschau · 
Portugal: Universiteit van Lissabon · 
Roemenië: Universiteit van Boekarest · 
Rusland: Staatsuniversiteit van Moskou · 
Slowakije: Comenius Universiteit Bratislava · 
Slovenië: Universiteit van Ljubljana · 
Spanje: Autonome Universiteit van Madrid, Complutense-universiteit van Madrid · 
Tsjechië: Karelsuniversiteit Praag · 
Verenigd Koninkrijk: University College London · 
IJsland: Universiteit van IJsland · 
Zweden: Universiteit van Stockholm · 
Zwitserland: Universiteit van Lausanne
Aken · Augsburg · Bamberg: Otto-Friedrich · Bayreuth · Berlijn (Vrije Universiteit · Humboldt · Technische Universiteit · Kunsten) · Bielefeld · Bochum · Bonn · Braunschweig · Bremen (Universiteit Bremen · Jacobs University) · Chemnitz · Clausthal · Cottbus-Brandenburg · Darmstadt · Dortmund · Dresden · Duisburg-Essen · Düsseldorf: Heinrich Heine · Eichstätt-Ingolstadt · Erfurt · Erlangen-Neurenberg: Friedrich-Alexander · Frankfurt am Main · Frankfurt an der Oder: Europa · Freiberg · Freiburg · Gießen · Göttingen: Georg August · Greifswald: Ernst Moritz Arndt · Hagen · Halle-Wittenberg: Martin Luther · Heidelberg: Ruprecht Karls · Hamburg (Hamburg · HafenCity · Hamburg-Harburg · Helmut Schmidt) · Hannover (Hannover · Medische Hogeschool) · Hildesheim · Hohenheim · Ilmenau · Jena: Friedrich Schiller · Kaiserslautern · Karlsruhe · Kassel · Keulen · Duitse Sporthogeschool Keulen · Kiel: Christian Albrechts · Koblenz-Landau · Konstanz · Leipzig · Lübeck · Lüneburg: Leuphana · Magdeburg: Otto von Guericke · Mainz: Johannes Gutenberg · Mannheim · Marburg: Philipps · München (Ludwig Maximilians · Technische Universiteit · Oekraïense Vrije Universiteit · Universiteit van het Bondsleger) · Münster · Oldenburg: Carl von Ossietzky · Osnabrück · Paderborn · Passau · Potsdam · Regensburg · Reutlingen · Rostock · Saarbrücken · Siegen · Stuttgart · Trier · Tübingen: Eberhard-Karls · Ulm · Vechta · Weimar: Bauhaus · Witten: Herdecke · Wuppertal · Würzburg: Julius Maximilians
- Bibsys: 90274862
- Biblioteca Nacional de España: XX179814
- Bibliothèque nationale de France: cb118698965 (data)
- CiNii: DA02864099
- Gemeinsame Normdatei: 1220138-8
- International Standard Name Identifier: 0000 0001 2248 7639
- Library of Congress Control Number: n79148985
- MusicBrainz: 9bc82be1-00e7-4557-abdb-62b6a11617dc
- Nationale Bibliotheek van Tsjechië: kn20010710493
- Nationale bibliotheek van Australië: 36547280
- Nationale Bibliotheek van Israël: 987007390372405171
- Nationale en Universitaire bibliotheek Zagreb: 000047317
- LIBRIS: 117918
- SNAC: w6f55wgh
- Système universitaire de documentation: 026453584
- Trove: 1285205
- Union List of Artist Names: 500299900
- Virtual International Authority File: 103156009846449580564